# Sclerasterias parvulus
Sclerasterias parvulus is een zeester uit de familie Asteriidae.
De wetenschappelijke naam van de soort werd in 1891 gepubliceerd door Edmond Perrier. De soort werd verzameld bij Newfoundland. Volgens Walter Kenrick Fisher (1928) betreft het mogelijk een jong dier, en is het dezelfde soort als Sclerasterias tanneri.